# Население Азербайджана

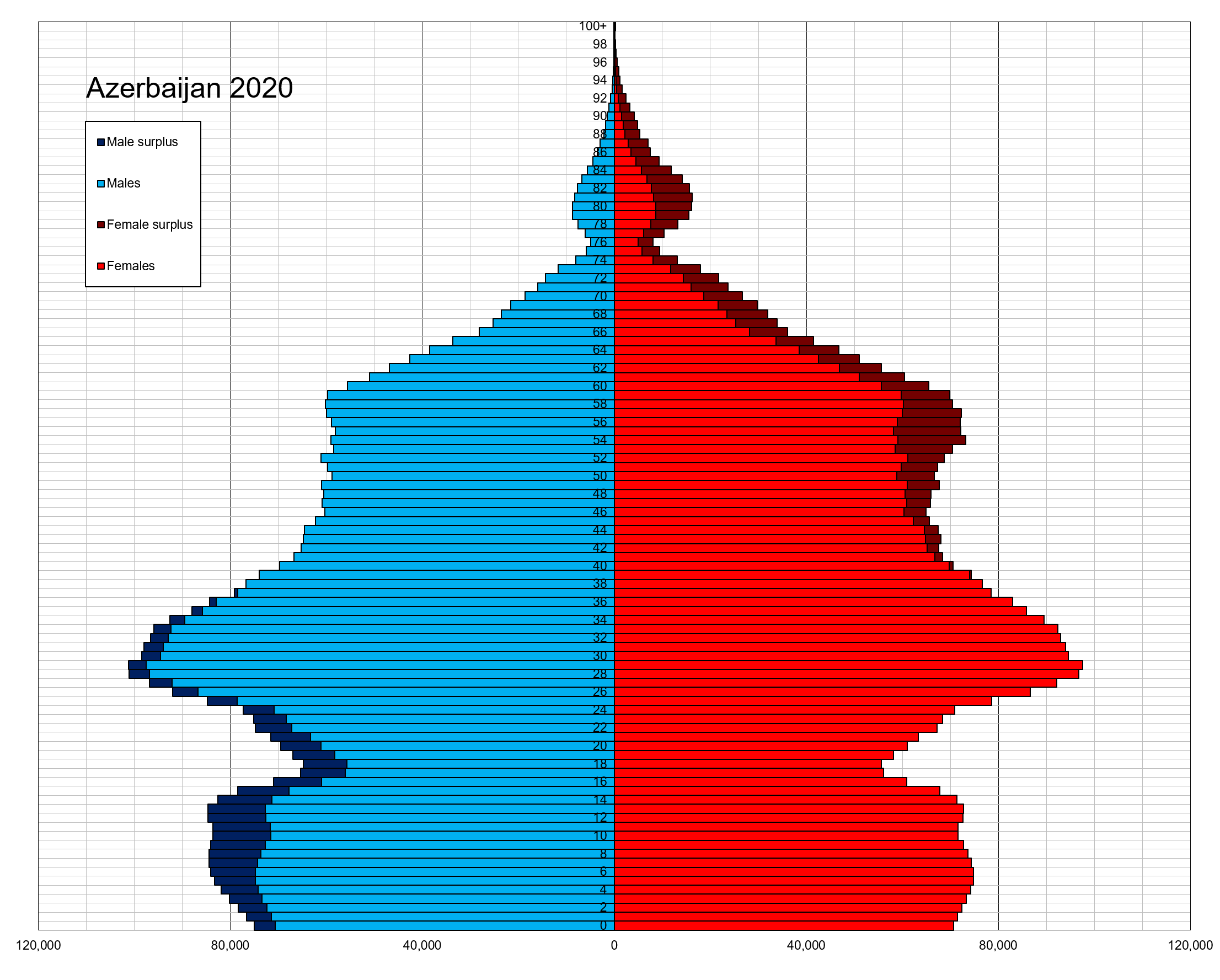
Возрастно-половая пирамида населения Азербайджана на 2020 год

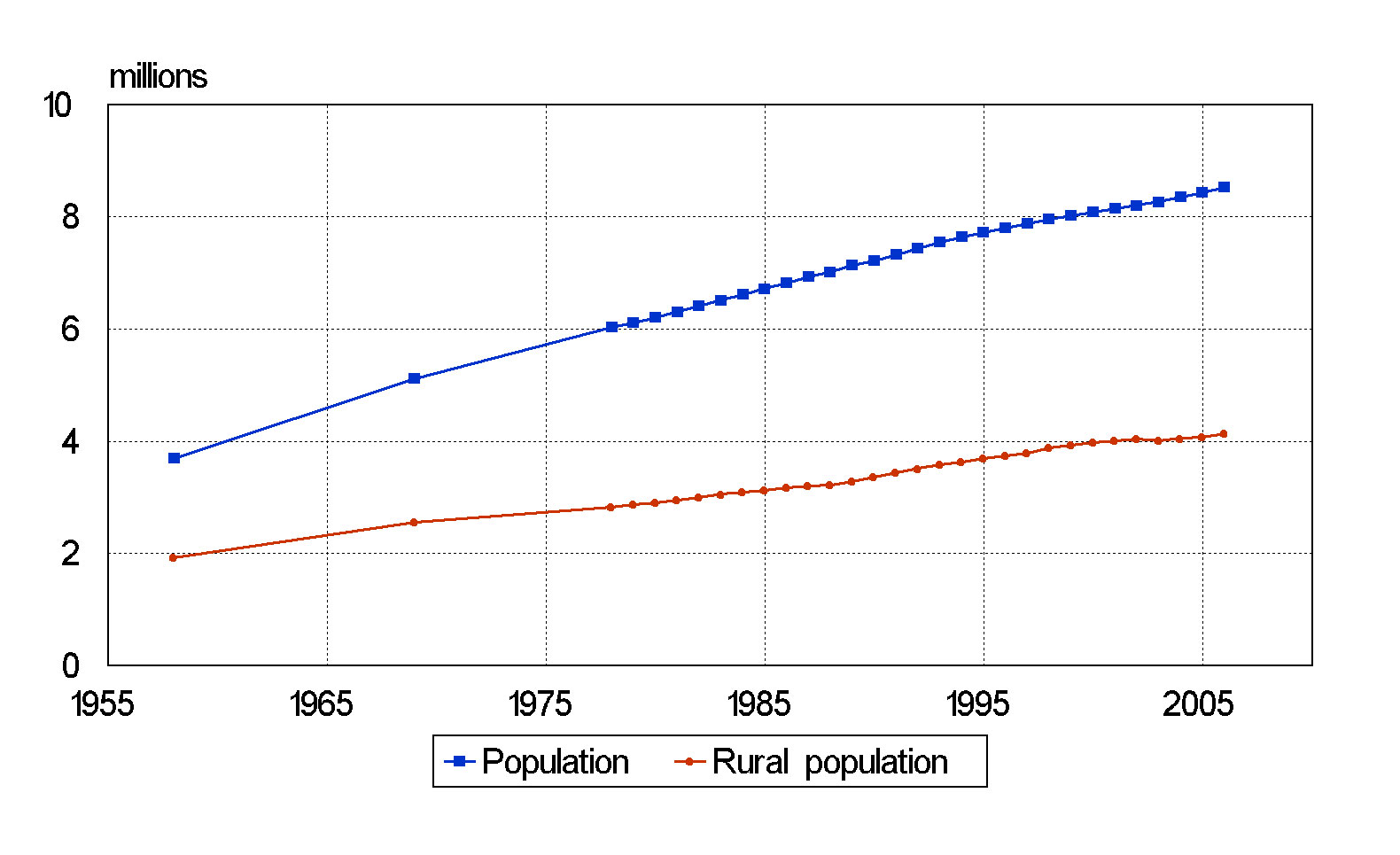
Статистика роста населения и сельского населения в период 1958—2006 гг.

Ожидаемая продолжительность жизни в Азербайджане с 1950 года

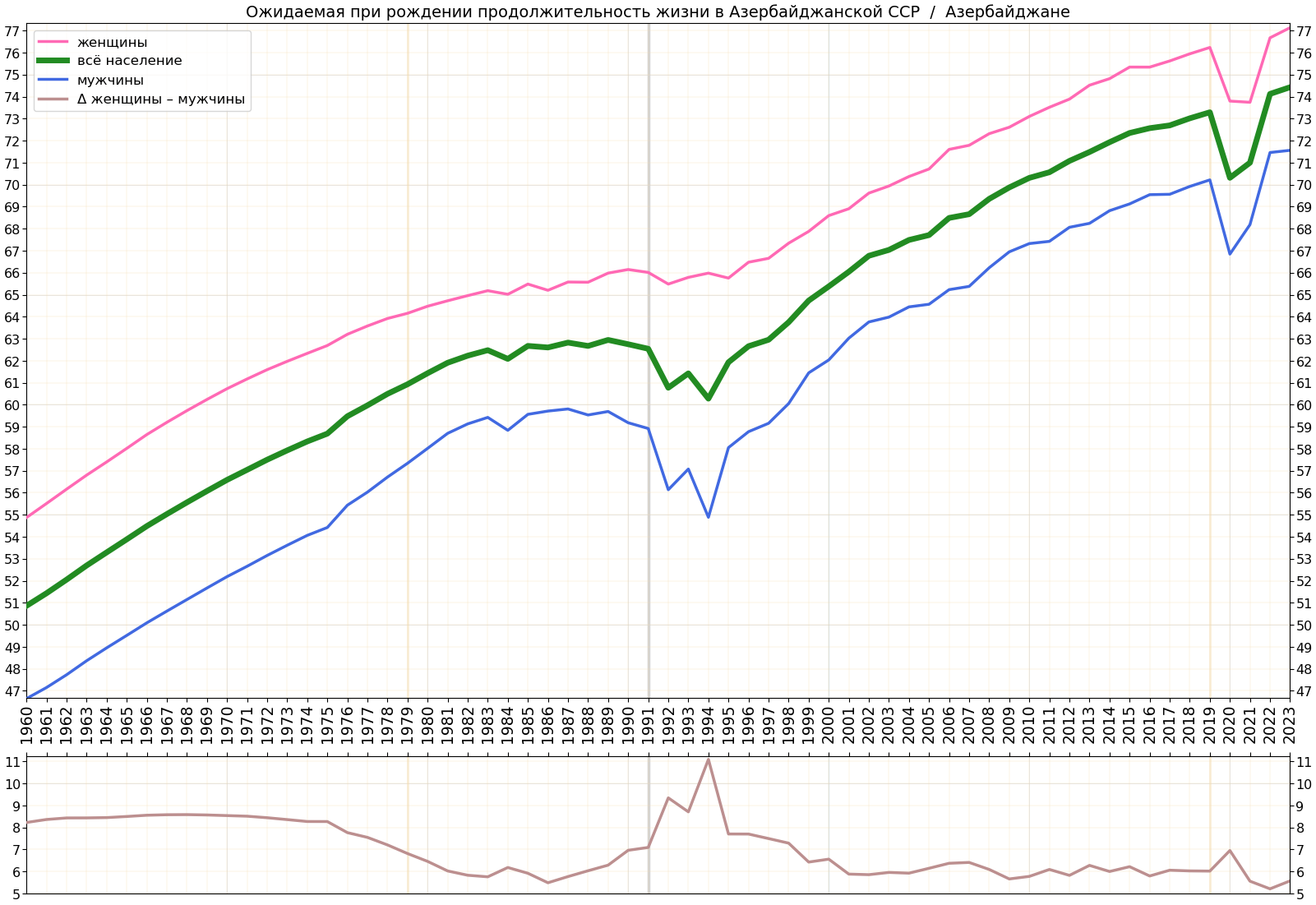
Ожидаемая продолжительность жизни мужчин и женщин с 1960 года

Население Азербайджана в середине XX века вошло в стадию бурного роста, обеспечивавшегося в основном за счёт высокого естественного прироста среди этнических азербайджанцев, проживающих в сельской местности. В результате население республики за столетие выросло в 4 раза. Доля азербайджанцев увеличилась с 58 % до более чем 90 %.
В 2010-е годы в стране наблюдалось снижение рождаемости. 
Одной из демографических проблем республики остаётся селективный аборт, усиливающий имеющиеся половые диспропорции. В урбанизационном плане доминирующую роль играет Бакинская агломерация, которая своими размерами многократно превосходит все прочие городские населённые пункты.

## Численность населения
В начале XXI века не наблюдалось столь значительного оттока или притока населения, как в 1990-е годы. В 2004 году Азербайджан покинуло 2,8 тысяч человек. При этом в страну переехали на постоянное место жительства 2,4 тысяч человек. Тем самым численность населения существенно не изменилась.
По прогнозам ООН, опубликованным в демографическом докладе, к 2050 году население Азербайджана превысит 11 млн человек.
В 2014 году по данным Государственного комитета статистики Азербайджана численность населения страны составила 9 млн 477 тыс.. При этом, более миллиона граждан из этого числа проживали за пределами страны (в России, Турции, Украине и других странах), около 120 тыс. — на территориях, контролировавшихся силами НКР, и около 240 тыс. являлись иностранными гражданами, проживающими на территории Азербайджана.
В 2018 году в Азербайджане родилось 138 982 детей. Рождаемость составила 14,2 на 1000 человек. Умерло 57 250 человек. Смертность составила 5,8 смертей на 1000 человек. В среднем на каждую женщину на протяжении её жизни приходится два родившихся ребёнка. Со стороны Министерства внутренних дел и Государственной миграционной службы было зарегистрировано 3220 лиц, прибывших в Азербайджан на постоянное место жительства. Миграционное сальдо составило 1640 человек.
На 1 января 2019 года численность населения составила 9 981 457 человек. По сравнению с 2018 годом численность возросла на 83 372 человека (0,8 %). Городское население составило 52,8 %, сельское — 47,2 %. Мужчины составили 49,9 %, женщины — 50,1 %. 4,6 % населения проживали в Нахичеванской АР, 22,8 % — в городе Баку, 20,3 % — в Аранском регионе, 12,9 % — Гянджа-Газах, 9,4 % — Ленкорань, 30 % — в других экономических регионах.
6 апреля 2019 года численность населения достигла 10 миллионов.
На 1 февраля 2020 года численность населения составила 10 097 200 человек.
На 1 июля 2023 года численность населения составила 10 151 517 человек. Из них 54,6% — городские жители, 45,4% — сельские, 49,8% — мужчины, 50,2% — женщины. 
К 1 ноября 2023 года численность населения выросла до 10 172 823 чел.. В 2023 году в стране зарегистрировано 54 200 браков и 21 688 разводов.
В 2023 году в Азербайджане в ДТП погибло 862 человека, в 2024 — 764.
| год  | Средняя численность населения | Количество родившихся | Количествово умерших | Естественный прирост | Общий коэффициент рождаемости (на 1000) | Общий коэффициент смертности (на 1000) | Естественный прирост (на 1000) | Суммарный коэффициент рождаемости (общий) |
| ---- | ----------------------------- | --------------------- | -------------------- | -------------------- | --------------------------------------- | -------------------------------------- | ------------------------------ | ----------------------------------------- |
| 2010 | 8 997 600                     | 165 643               | 53 580               | 112 063              | 18,4                                    | 6,0                                    | 12,4                           | 2,27                                      |
| 2011 | 9 111 100                     | 176 072               | 53 762               | 122 310              | 19,3                                    | 5,9                                    | 13,4                           | 2,38                                      |
| 2012 | 9 235 100                     | 174 469               | 55 017               | 119 452              | 18,9                                    | 6,0                                    | 12,9                           | 2,34                                      |
| 2013 | 9 356 500                     | 172 671               | 54 383               | 118 288              | 18,5                                    | 5,8                                    | 12,7                           | 2,22                                      |
| 2014 | 9 477 100                     | 170 503               | 55 648               | 114 855              | 18,0                                    | 5,9                                    | 12,1                           | 2,18                                      |
| 2015 | 9 593 000                     | 166 210               | 54 697               | 111 513              | 17,3                                    | 5,7                                    | 11,6                           | 2,12                                      |
| 2016 | 9 705 600                     | 159 464               | 56 648               | 102 816              | 16,4                                    | 5,8                                    | 10,6                           | 2,04                                      |
| 2017 | 9 810 000                     | 144 041               | 57 109               | 86 932               | 14,7                                    | 5,8                                    | 8,9                            | 1,87                                      |
| 2018 | 9 898 000                     | 138 982               | 57 250               | 81 732               | 14,0                                    | 5,8                                    | 8,2                            | 1,76                                      |
| 2019 | 9 981 400                     | 141 179               | 55 916               | 85 263               | 14,1                                    | 5,6                                    | 8,5                            | 1,83                                      |
| 2020 | 10 067 100                    | 126 571               | 75 647               | 50 924               | 12,6                                    | 7,5                                    | 5,1                            | 1,69                                      |
| 2021 | 10 119 100                    | 112 284               | 76 878               | 35 406               | 11,1                                    | 7,6                                    | 3,5                            | 1,52                                      |
| 2022 | 10 156 400                    | 122 846               | 60 810               | 62 036               | 12.1                                    | 6,1                                    | 6,0                            | 1,67                                      |
| 2023 | 10 172 823                    | 112,620               | 60 150               | 52 470               | 11,1                                    | 5.9                                    | 5,2                            | 1.55                                      |
| 2024 | 10 180 770                    | 102,310               | 58,909               | 43,401               | 10.0                                    | 5.8                                    | 4.2                            | 1.45                                      |

## Плотность населения
Плотность населения Азербайджана с 89,2 чел./км² в 1995 году возросла до 97,4 чел./км² в 2006 году. Наблюдается рост диспропорции в плотности населения: Апшеронский полуостров демонстрирует признаки перенаселения, в то время как наблюдается процесс оттока населения из сельских районов.
Плотность населения на 1 января 2019 года составила 115 чел./км², в том числе  Нахичеванская АР — 83 чел./км², Баку — 164 чел./км², Ленкоранский и Апшеронский экономические районы — 154 чел./км² по отдельности, Гянджа-Газах — 104 чел./км², Аран — 96 чел./км², Губа-Хачмаз — 79 чел./км², Шеки-Закатала — 70 чел./км².
На 1 декабря 2021 года плотность населения составила 117 чел./км².

## Ожидаемая продолжительность жизни
Согласно официальным данным Азербайджана, в 2019 году общая ожидаемая продолжительность жизни в республике составляла 76,4 года. В том числе
- 74,0 года для мужчин
- 78,7 года для женщин
- 76,0 года для городского населения
- 76,8 лет для сельского населения.

Однако в 2020 году, вследствие пандемии COVID-19, продолжительность жизни упала до 73,2 лет.
Альтернативные оценки ожидаемой продолжительности жизни в Азербайджане в 2019 году:
- Группа Всемирного банка: 73,10 года (70,23 для мужчин, 75,83 для женщин)[24]
- ООН: 73,0 года (70,5 для мужчин, 75,5 для женщин)[25]
- Всемирная организация здравоохранения: 71,4 год (68,8 лет для мужчин, 74,1 лет для женщин)[26]

Ожидаемая продолжительность здоровой жизни, согласно оценка ВОЗ для 2019 года: 63,6 года (62,1 для мужчин, 65,2 для женщин).
Данные по ОПЖ в различных районах Азербайджана отдельно в открытом доступе отсутствуют, включая их отсутствие на сайте официального статистического агентства Азербайджана.

## Этнический состав населения Азербайджана
| Народ               | 1926          | 1926   | 1939          | 1939   | 1979          | 1979   | 1989          | 1989   | 1999          | 1999   | 2009          | 2009   |
| Народ               | Числен- ность | Доля   | Числен- ность | Доля   | Числен- ность | Доля   | Числен- ность | Доля   | Числен- ность | Доля   | Числен- ность | Доля   |
| ------------------- | ------------- | ------ | ------------- | ------ | ------------- | ------ | ------------- | ------ | ------------- | ------ | ------------- | ------ |
| Всего               | 2 270 060     |        | 3 205 150     |        | 6 026 515     |        | 7 021 178     |        | 7 953 438     |        | 8 922 447     |        |
| Азербайджанцы       | 1 437 977     | 63,3 % | 1 870 471     | 58,4 % | 4 708 832     | 78,1 % | 5 804 980     | 82,7 % | 7 205 439     | 90,6 % | 8 172 800     | 91,6 % |
| Лезгины             | 39 263        | 1,6 %  | 111 666       | 3,5 %  | 158 057       | 2,6 %  | 171 395       | 2,4 %  | 178 021       | 2,2 %  | 180 300       | 2,0 %  |
| Армяне              | 282 004       | 12,4 % | 388 025       | 12,1 % | 475 486       | 7,9 %  | 390 505       | 5,6 %  | 163/120 7001  | 1,5 %  | 120 3001      | 1,4 %  |
| Русские             | 220 545       | 9,7 %  | 528 318       | 16,5 % | 475 255       | 7,9 %  | 392 304       | 5,6 %  | 141 650       | 1,8 %  | 119 300       | 1,3 %  |
| Талыши              | 77 323        | 3,4 %  | 87 510        | 2,7 %  | н/д           | н/д    | 21 169        | 0,3 %  | 75 863        | 1,0 %  | 112 000       | 1,3 %  |
| Аварцы              | 19 104        | 0,8 %  | 15 740        | 0,5 %  | 35 991        | 0,6 %  | 44 072        | 0,6 %  | 50 303        | 0,6 %  | 49 800        | 0,6 %  |
| Турки               | 335           | 0,0 %  | 600           | 0,0 %  | 7926          | 0,1 %  | 17 705        | 0,2 %  | 43 423        | 0,5 %  | 38 000        | 0,4 %  |
| Татары              | 9948          | 0,4 %  | 27 591        | 0,9 %  | 31 350        | 0,5 %  | 28 600        | 0,4 %  | 30 010        | 0,4 %  | 25 900        | 0,3 %  |
| Украинцы            | 18 241        | 0,8 %  | 23 643        | 0,7 %  | 26 402        | 0,4 %  | 32 345        | 0,5 %  | 28 903        | 0,4 %  | 21 500        | 0,2 %  |
| Цахуры              | 15 552        | 0,7 %  | н/д           |        | 8546          | 0,1 %  | 13 318        | 0,2 %  | 15 731        | 0,2 %  | 12 300        | 0,1 %  |
| Грузины (Ингилойцы) | 9500          | 0,4 %  | 10 196        | 0,3 %  | 11 412        | 0,2 %  | 14 197        | 0,2 %  | 14 864        | 0,2 %  | 9900          | 0,1 %  |
| Курды               | 41 193        | 1,8 %  | 6005          | 0,2 %  | 5676          | 0,1 %  | 12 226        | 0,2 %  | 13 019        | 0,2 %  | 6100          | 0,1 %  |
| Таты                | 28 443        | 1,3 %  | н/д           |        | н/д           | н/д    | 10 239        | 0,1 %  | 9988          | 0,1 %  | 9069          | 0,1 %  |
| Евреи               | 31 323        | 1,4 %  | 41 245        | 1,3 %  | 35 487        | 0,6 %  | 30 800        | 0,4 %  | 8910          | 0,1 %  | 9100          | 0,1 %  |
| Удины               | 2445          | 0,1 %  | н/д           |        | 5841          | 0,1 %  | 6125          | 0,1 %  | 4066          | 0,1 %  | 3800          | 0,0 %  |
| Другие              | 70 187        | 3,1 %  |               |        | 40 200        | 0,8 %  | 41 500        | 0,6 %  | 12 412        | 0,1 %  | 9500          | 0,1 %  |

1.↑ Практически все армяне после Карабахского конфликта живут на территории Нагорно-Карабахской республики не подконтрольной властям Азербайджана, где перепись не проводилась. В переписях Азербайджана 1999 и 2009 годов число армян Нагорного Карабаха оценивалось в 120 тысяч. По оценке НКР, её население на 1 января 2013 года составляло 146 600 человек, практически всё население составили армяне.
В 2019 году Совет Европы подверг критике Азербайджан в нарушение прав этнических меньшинств, в частности нарушение прав лезгин и талышей.

### Азербайджанцы

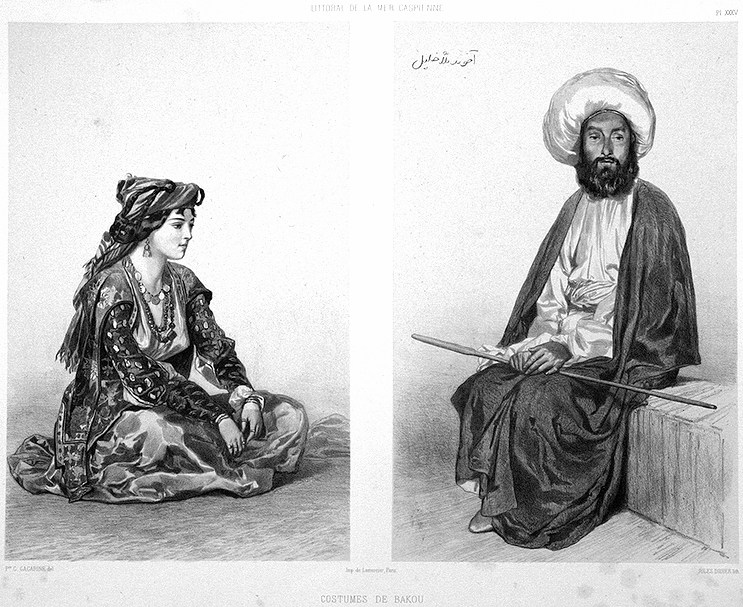
Азербайджанцы из Баку, 1847 г., литография по рисунку Г.Гагарина

Азербайджанцы — основное население страны, относящееся к тюркоязычным народам. В городах и сельских районах по переписи 1999 года азербайджанцы составляли 90,6 % населения.
В начале 1990-х годов доля азербайджанского населения возросла за счёт переселения азербайджанцев из Армении, так и оттока армянского населения (оно в настоящее время сохраняется лишь на территории Нагорного Карабаха), а также по причине того, что Азербайджан покинула значительная часть представителей некоренных для Закавказья национальностей.

### Русские

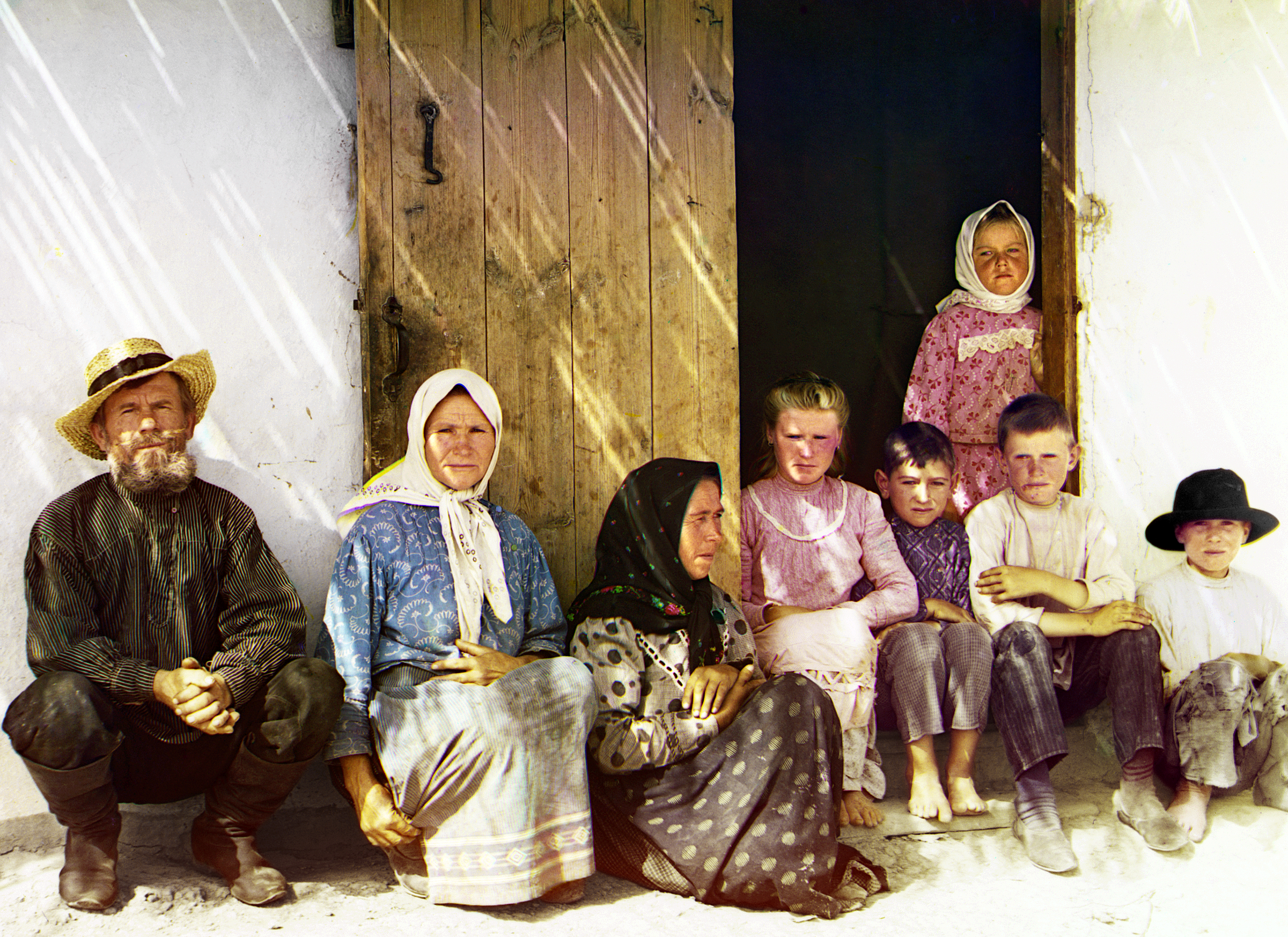
Русские поселенцы (возможно, молокане) в Муганской степи, Азербайджан. Нач. XX в.

Русские стали переселяться на территорию современного Азербайджана с первой половины XIX века.
Русских в Азербайджане (в основном в Баку) в 1970-е годы насчитывалось 510 тыс. чел. С 1979 по 1989 годы русское население Азербайджана уменьшилось как в относительном, так и в абсолютном отношении. Если по переписи 1979 русских было более 475 тыс. человек, то по данным переписи 1989 их число уменьшилось до 392 тыс. Основными причинами данного явления выступали низкий уровень естественного роста численности русских, а также высокие темпы миграции за пределы страны. По словам советника президента Всероссийского азербайджанского конгресса Эльдара Кулиева, в Азербайджане в 2004 году проживало около 200 тыс. русских. Некоторые представители русской общины полагают, что в настоящее время в Азербайджане живёт 75 тыс. русских.
По данным Государственного Комитета статистики АР на 2009 год в Азербайджане проживало 119 300 русских.

### Армяне

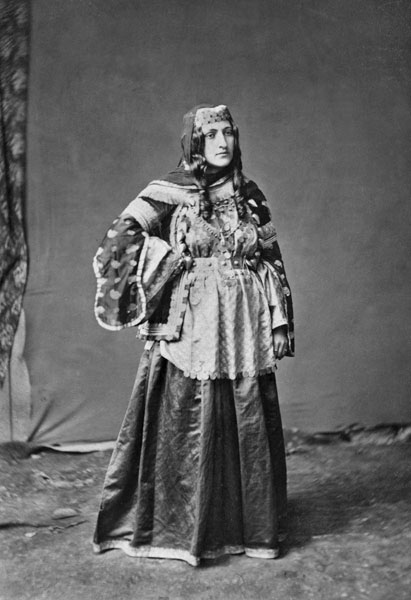
Армянка из Шемахи, 1883 год

Согласно господствующей в мировой науке точке зрения, в эпоху Античности, река Кура была крайней восточной границей Армянского царства. Кура-Аракская низменность, территории современного Нагорного Карабаха и Нахичевани, будучи в составе Великой Армении были населены армянами.
Начиная с середины XVIII века и вплоть до начала XIX века, численность армян в регионе резко падает, в связи с русско-персидскими войнами, рядом армянских восстаний против персидской власти, которые были подавлены, и десятки тысяч армянских семей были вынуждены бежать в Грузию, Россию и другие страны. Многие были высланы в центральные области Персии.
Со вхождением региона в состав Российской империи многие армяне смогли вернуться на родину.
Согласно царской переписи населения Российской империи 1897 года, на территории Бакинской и Елизаветпольской губернии (без Зангезура) и Нахичеванского уезда Эриванской губернии, на территории которых сегодня располагается республика Азербайджан, проживало всего 1,757,317 человек, из которых 1,062,738 азербайджанцев (60 %) и 342,890 армян (20 %). Причём армяне жили в основном в Нагорном Карабахе и прилегающих районах, где составляли сплошную массу — 95 % населения и в Нахичевани, где составляли до 40 % населения.
Уже по всесоюзной переписи населения 1979 года, в Азербайджанской ССР проживало 6,026,515 человек, из которых 4,708,832 азербайджанцев (78 %) и 475,486 армян (8 %).
Согласно всесоюзной переписи 1989 года, в Азербайджанской ССР число армян сократилось на 85,000 человек относительно предыдущей переписи и составило 390,505 человек. Армяне составляли основное население НКАО, а также компактно проживали в северных районах, непосредственно примыкающих к НКАО, и в столице республики — в Баку.
По данным Государственного Комитета статистики АР на 2009 год в Азербайджане проживало 120 300 армян

### Немцы
Появление немцев в Азербайджане связано с началом колонизации Кавказа Россией. Весной 1819 года немцы основали две колонии: Еленендорф и Аннефельд (ныне это города Гёйгёль и Шамкир).

### Украинцы
В конце XIX века в процессе развития промышленности в Азербайджане состоялись значительные миграции населения, в том числе на территорию Азербайджана. Значительная часть переселенцев прибыла и с Украины. Украинская диаспора Азербайджана насчитывает около 30 тысяч человек.

### Поляки
В конце XVII века в Азербайджане появились первые польские миссионеры — иезуитские монахи. Российская империя в XIX веке ссылала поляков в Азербайджан. Причиной второй волны иммиграции поляков в Азербайджан послужил «нефтяной бум» в XIX—XX вв, и последовавшее за ним активное развитие города Баку.

### Евреи

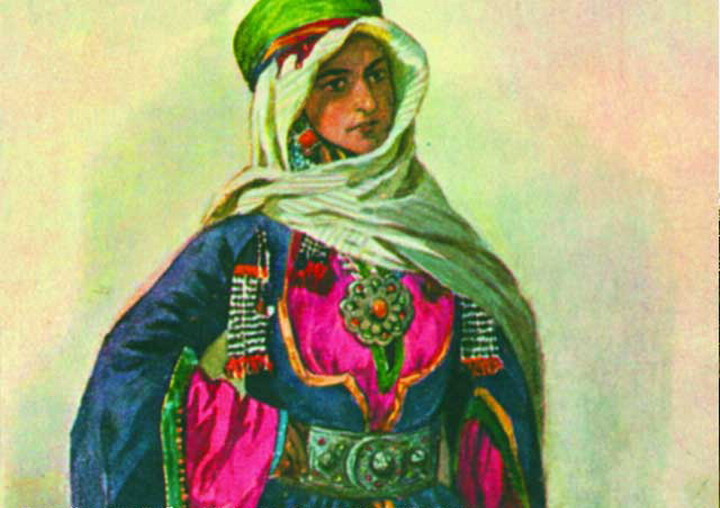
Горская еврейка из Губы

Заметное место в этнической мозаике Азербайджана занимают евреи, которые включают горских евреев, живущих в стране с незапамятных времён и говорящих на горско-еврейском языке, и европейских евреев (ашкеназы), живущих в стране в течение двух веков со времён присоединения Закавказья к России.
Как и на всём постсоветском пространстве, в Азербайджане в последние несколько десятилетий наблюдалась тенденция к сокращению числа евреев, главным образом вследствие репатриации в Израиль и частично эмиграции в западные страны.
Численность евреев в Азербайджане с максимальных 41,2 тыс. в 1939 году сократилась до 30,8 тыс. в 1989 году. Их удельный вес в населении страны снизился соответственно с 1,3 до 0,4 процента. По предварительным данным переписи 1999 года, количество евреев ещё уменьшилось более чем вдвое. Хотя сравнение данных переписи 1979 и 1989 годов неожиданно показывает более чем двукратное увеличение численности горских евреев (с 2,1 тыс. до 6,1 тыс.), в действительности это всего лишь парадоксы несовершенной статистики, так как ранее горских евреев, проживавших в городах, часто учитывали как просто евреев.
Доля смешанных браков среди евреев-мужчин в период с 1936 по 1939 год снизилась с 39 % до 32 %, а среди женщин наоборот возросла с 26 % до 28 %. На 1939 год доля замужних евреек в возрасте 20-49 лет составляла 74 %. В 1989 году среди горских евреев доля проживающих в однородных семьях составила 82 %, среди ашкеназских — 52 %

### Греки
Первые греческие поселенцы Азербайджана появились в Карабахе в селе Мехмана, после русско-турецких войн. Согласно переписи населения 1897 года, в Бакинской губернии проживало 278 греков, а в Елизаветпольской — 658 греков. В 1923 году, согласно статистике, в Азербайджане среди городского населения проживало 1168 греков, а в селе Мехмана 58. После обретения Азербайджаном независимости в Баку открывается посольство Греции и при нём открывается Культурный центр греков Азербайджана. Согласно неполной общинной статистике греков в Азербайджане насчитывается — 535 человек (176 семей), в основном проживающих в Баку есть также семьи в Сумгаите, Хачмасе, Губе, Кахе, Гяндже.

### Дагестаноязычные народы
На севере Азербайджана проживает большая группа автохтонных народов, относящихся к нахско-дагестанской языковой семье: лезгины, аварцы, ахвахцы, рутульцы, цахуры, удины, а также хиналугцы, будухи и крызы. Многие из них расселились в Баку, Сумгаите и других городах страны. Представители данных народов (кроме удин — христиан) относятся к суннитской ветви Ислама.
В 1886 году на территории Российской Империи, вошедшие позже в состав Азербайджанской ССР этнические дагестанцы составляли 114.449 (8,2 %).

#### Лезгины

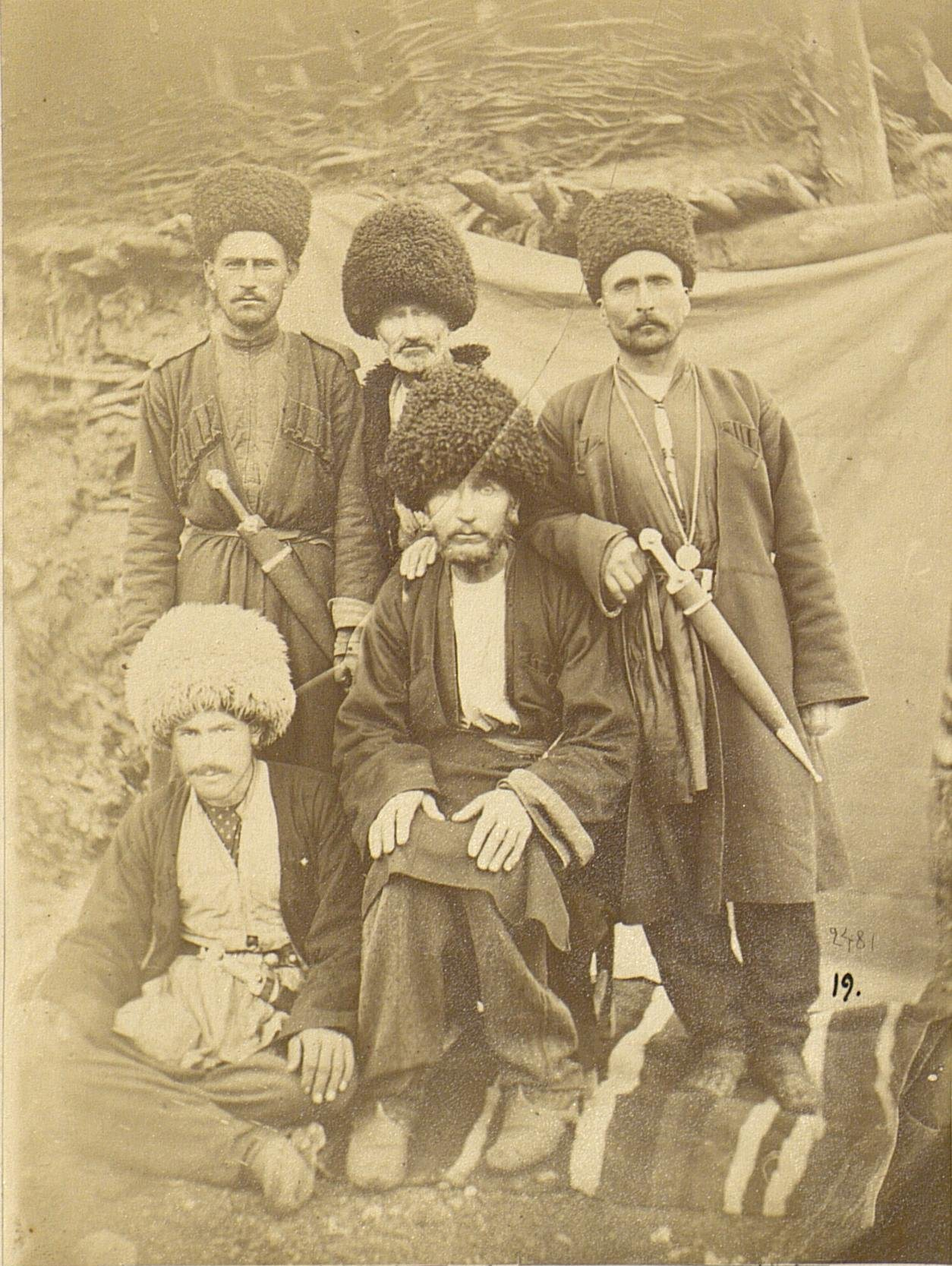
Группа мужчин из селения Лаза Кубинского уезда. Лезгины.

Лезгины являются самым крупным из дагестаноязычных коренных этносов проживающих в Азербайджане, также лезгины являются второй по численности этнической группой после азербайджанцев. По данным переписей советского времени удельный вес лезгин в составе населения Азербайджана постоянно снижали с 3,5 процента (111 тыс.) в 1939 году до 2,4 процента в 1989 году (171 тыс.), при этом одновременно наблюдался рост их численности в абсолютном выражении. По предварительным данным переписи 1999 года, численность лезгин составила около 180 тыс. Хотя удельный вес лезгин снизился до 2,2 процента, тем не менее в результате сокращения удельного веса армянского и русского населения лезгины в настоящее время стали вторым по численности, после азербайджанцев, этносом в стране. Кроме Гусарского района, где лезгины составляют около 90 процентов населения, они также частично расселены в Хачмазском, Губинском, Габалинском, Исмаиллинском, Огузском, Шекинском и других районах Азербайджана, в том числе в столице страны — Баку.
Согласно энциклопедическому справочнику Этнолог число носителей лезгинского языка в Азербайджане составляло 364 тысячи на 2007 год.
В 1936 году лезгины, проживающие в Азербайджане были лишены их конституционных прав и всячески ущемлялись националистически настроенным административно-командным аппаратом. Даже для того, чтобы получить высшее образование, лезгины должны были должны были платить единовременную сумму, называемую «лезги пулу» — лезгинские деньги. До 1939 года школьное обучение у азербайджанских лезгин велось на лезгинском языке, пока в 1940 году оно не было переведено на азербайджанский по причине их владения азербайджанским языком и сложности создания учебников. Предметное обучение лезгинского языка было вновь введено в 1963 году в школах Кубинского и Кусарского районов с контингентом лезгинских учащихся. Так, в 1963 году ЦК КП Азербайджана приняло специальное Постановление об обучении лезгин на родном языке, издании районной газеты и решении других культурных задач. В 1966 году в Баку был издан учебник «Лезги чӏал» для 1-2-го классов, а также несколько сборников художественной литературы на лезгинском языке. Однако вскоре преподавание лезгинского языка прекратилось, обучение в школах стало вестись на русском языке.
Школьное обучение на лезгинском языке было восстановлено лишь после распада СССР. В 1996/97 учебном году в 94 школах Азербайджана лезгинскому языку обучались 14,818 учеников. С 1998—1999 учебного года в Бакинском филиале Дагестанского государственного университета началась подготовка специалистов по аварскому и лезгинскому языкам и литературе, а в 2003 году приказом Министерства образования Азербайджана были утверждены учебные программы для 1-4-го классов средней школы по нескольким языкам народов Азербайджана, в том числе и по лезгинскому. Для подготовки преподавательских кадров для лезгинских школ был открыт Кусарский филиал Бакинского педагогического училища им. М. А. Сабира. В самом Кусарском районе в настоящее время лезгинский язык в качестве предмета изучается все 11 классов. В 2004 году в Бакинском филиале ДГУ специальность «преподавателя лезгинского языка» (факультет дагестанской филологии) получили 12 студентов, в 2005 году — 8. Позже 2008 году Бакинский филиал ДГУ был закрыт.

#### Удины
Удины относятся к лезгинской группе нахско-дагестанской языковой семьи.
Удины являются одним из наиболее уникальных народов Азербайджана. По данным переписи 1989 года в Азербайджане насчитывается 6,1 тысяч представителей этого маленького народа, большая часть которого сосредоточена в селении Нидж Габалинского района. Остальные населяют райцентр Огуз. Удины говорят на удинском языке. Удинский язык относится к лезгинской подгруппе нахско-дагестанской группы языков (восточно-кавказской) семьи языков, и делится на два диалекта — ниджский и огузский (варташенский). Происхождение удин (самоназвание — уди, ути) восходит к древнему албанскому племени утиев, что говорит об их автохтонности. Исповедуют христианство православного и григорианского толка.

#### Шахдагские народы
Среди дагестаноязычных народов Азербайджана выделяется также шахдагская группа. Она включает малочисленных хиналугцев, будухов и крызов — жителей и выходцев из горных селений Хыналуг, Будуг и Крыз, соответственно. Эти селения относятся к числу самых высокогорных и труднодоступных селений Кавказа. Сообщение между ними и другими районами Азербайджана осуществляется преимущественно в летнее время. Будухский и крызский говор близки между собой и находятся в генетическом родстве с лезгинским языком. Что касается хиналугского языка, то, при всём своеобразии, он также принадлежит к лезгинской подгруппе.
Помимо вышеперечисленных дагестанских народов, в Азербайджане проживает также небольшая группа табасаранов.

#### Аварцы
Аварцы вторая по численности, после лезгин, дагестаноязычная этническая общность в Азербайджане. По переписи 1989 года их количество составило 44,1 тыс., или 0,6 процента, от всего состава населения страны. По предварительным данным переписи 1999 года удельный вес аварцев не изменился, а численность составила почти 51 тыс. Они расселены главным образом в двух районах страны — Белоканском и Закатальском. Азербайджанские аварцы не имеют тесных связей с Дагестаном, так как, во-первых, диалект аварского языка в Белоканском и Закатальском районах довольно сильно отличается от литературного аварского языка; во-вторых, эти части аварского народа разделяет мощный Главный Кавказский хребет. Рядом с аварцами в Закатальском районе проживает ещё один дагестаноязычный этнос — цахуры. По данным переписи 1989 года, здесь их насчитывается 15,9 тысяч человек.

### Ираноязычные народы
Среди меньшинств Азербайджана большую группу составляют ираноязычные этносы — талыши, таты и курды. Занимаемую территорию они населяют с незапамятных времён и всегда активно участвовали в протекавших исторических процессах, в экономической и культурной жизни страны.

#### Талыши
Талыши (самоназвание «толыш», во мн. ч. «толышон») — народ, являющийся потомками древнего коренного населения Кавказа, имеющий иранское происхождение. Проживают на юго-западном побережье Каспийского моря. Они относятся к каспийскому антропологическому типу южных европеоидов. Территория проживания талышей — Талыш (Талышистан) — поделена на две части пограничной полосой между Азербайджаном и Ираном. На территории Азербайджана талыши проживают в четырёх южных районах Республики — в Ленкоранском, Астаринском, Лерикском и Масаллинском — а также в таких крупных городах, как Баку и Сумгаит. Географически, талыши проживают на территории Ленкоранской низменности и Талышских гор. Северной границей Талыша считается река Виляш, южной — река Сефидруд, западной же является Талышский хребет. По данным переписи 1999 года численность талышей составила 80 тыс., или около 1 процента всего населения страны.

#### Курды
На крайнем западе Азербайджана в приграничных Лачинском и Кельбаджарском районах, а также в Нахичеванской АР живут курды. В 1989 году численность курдов составила чуть более 12 тыс. После начала армяно-азербайджанского конфликта на территорию Азербайджана из Армении вместе с 200 тыс. азербайджанцев бежали многие тысячи курдов-мусульман. В результате оккупации ещё семи районов Азербайджана армянскими вооружёнными силами почти все местные курды оказались в положении беженцев или вынужденных переселенцев.

#### Таты
В северо-восточной зоне Азербайджана на территории Апшеронского, Хызынского, Дивичинского, Губинского районов проживают группы небольшого по численности народа — татов. Они являются прямыми потомками ираноязычного населения, переселённого ещё в VI веке Сасанидами в прикаспийские области Азербайджана. Отдельные группы татов в Азербайджане и сегодня предпочитают называть себя даглинцами, парсами, лахиджами и др. По данным переписи 1989 года, татов было чуть больше 10 тыс. Под этим этнонимом переписи советского времени фиксировали главным образом татов-мусульман.
В 1886 году на территории Российской Империи, вошедшие позже в состав Азербайджанской ССР таты составляли 119.489 (8,5 %).
В Азербайджане татский язык официального статуса не имеет. Теле- и радиопередач и газет, выходящих на татском языке, нет. В Азербайджане татский язык является исчезающим и вытесняется азербайджанским языком.

### Цыгане
Согласно данным Патканова, в Нахичевани обитали 518 карачи, в Геокчайском уезде — 1750, в селении Карачи Кубинского уезда — 131 человек. В общей сложности к тому времени их было 2399 человек. «Карачи» их называли местные азербайджанцы, сами же себя они называли «дом» (вариант «ром»).
До Первой карабахской войны цыганские общины существовали в Шуше и Джебраиле. В Хачмазском районе Азербайджана сохранилось село Карачи. В Евлахе, как и в некоторых апшеронских сёлах, существует целый квартал, который в народе называется «гарачылар мехеллеси». Что касается города Худат Хачмазского района, то местные цыгане являются выходцами из Ирана.

## Интересные факты
Старейшему избирателю Азербайджана на президентских выборах 2024 было 124 года. Это Набиева Бари Шами гызы, 1900 года рождения, зарегистрированная в Агдашском избирательном округе № 93.